# Utricularia alpina
Utricularia alpina es una especie de planta carnívora con hábitos terrestres o epífitas, perennifolia que pertenece al género Utricularia. 

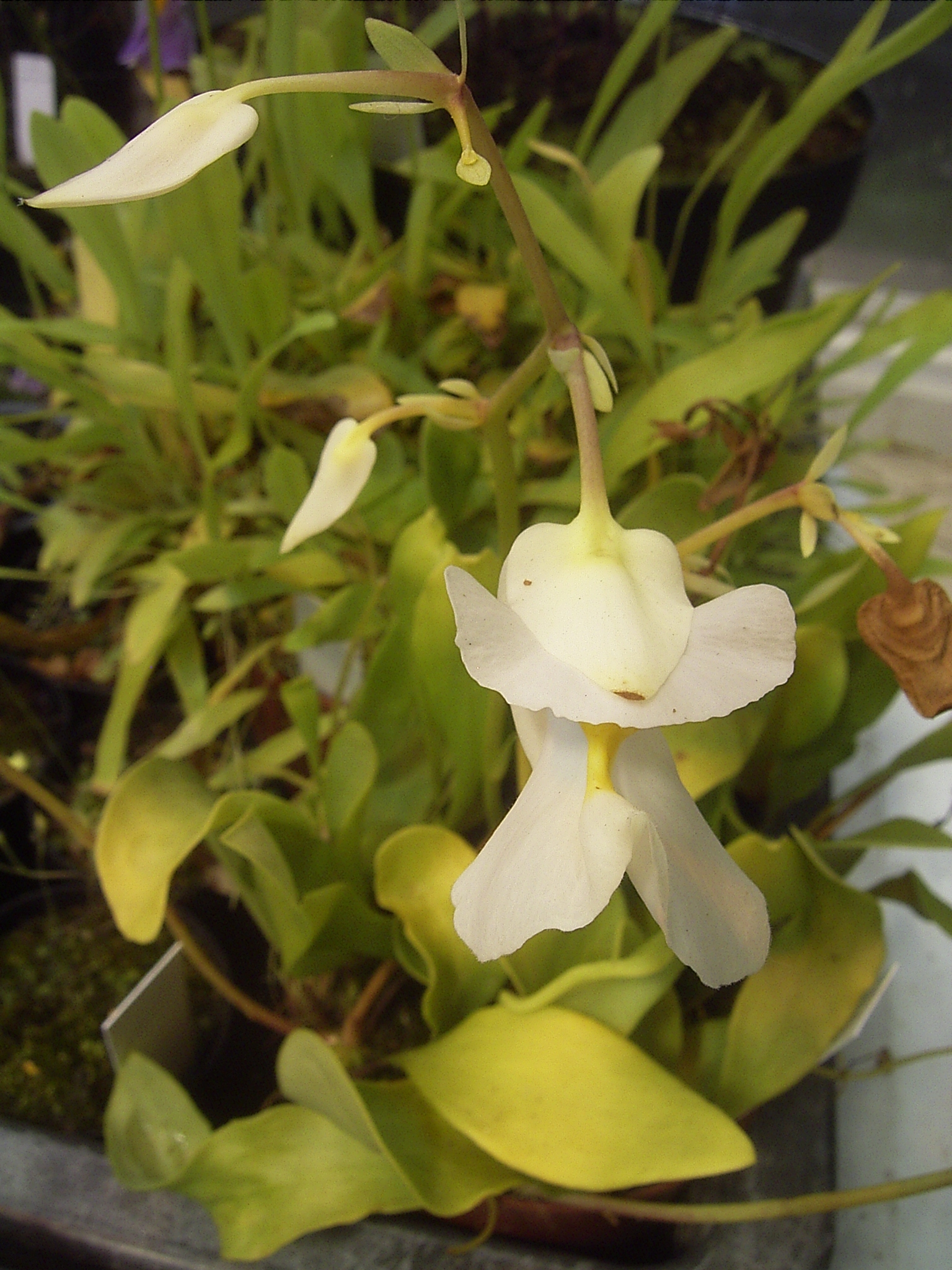
Planta en flor

## Distribución
U. alpina es nativa de las Antillas y norte de Sudamérica, donde se encuentra en Brasil, Colombia, Guyana, hy Venezuela. En las Antillas aparecen en Dominica, Grenada, Guadalupe, Jamaica, Martinica, Montserrat, Saba, Saint Kitts, Saint Lucia, Saint Vincent, y Trinidad.

## Taxonomía
Utricularia alpina fue descrita por Nikolaus Joseph von Jacquin y publicado en Enumeratio Systematica Plantarum, quas in insulis Caribaeis 11. 1760.
Etimología
Utricularia: nombre genérico que deriva de la palabra latina utriculus, lo que significa "pequeña botella o frasco de cuero".
alpina: epíteto latín que significa «de la montaña».
Sinonimia
- Orchyllium alpinum (Jacq.) Barnhart
- Utricularia grandiflora Pers.
- Utricularia montana Jacq.
- Utricularia montana Poir.[5]